# 根尾の滝
根尾の滝（ねおのたき）は、岐阜県下呂市にある滝。
落差63m、幅約5m。「日本の滝百選」に選ばれている名瀑である。
根尾の滝は、飛騨川の支流、濁河川（小坂川上流）にある。また、下呂市小坂地域は、御嶽山を源とする河川が多数あるため、滝が多くあることで知られ、高さ5m以上の滝が200箇所以上あるという。根尾の滝のある濁河川、その支流の兵衛谷や椹谷といった谷筋にも、三ツ滝、あかがねとよ滝、唐谷滝、濁滝、白糸の滝、仙人滝（濁河温泉に近い）などがある。
江戸時代から神秘的な美しさが知られており、貫名海屋らが絵を残している。

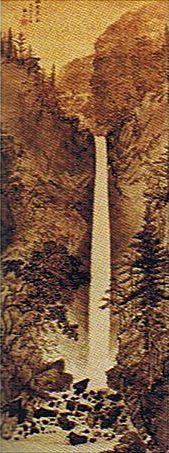
貫名菘翁による根尾泉図

## 交通アクセス
- 国道41号小坂町交差点より岐阜県道437号湯屋温泉線、岐阜県道441号落合飛騨小坂停車場線（旧小坂森林鉄道廃線跡）経由で巌立峡（がんたて公園）方面へ向かい、林道で根尾の滝駐車場。ここより遊歩道で徒歩約60分。
- 高山本線飛騨小坂駅より濃飛バス「ひめしゃがの湯」（小坂温泉郷下島温泉にある公営の温泉保養施設。日本一の炭酸泉という）バス停下車。ここより根尾の滝駐車場までタクシーで約30分。根尾の滝駐車場から遊歩道で徒歩約60分。
  - 根尾の滝への遊歩道は非常に狭く険しい。通行止めになることも多い。
  - 巌立峡（がんたて公園）からの林道は狭いため、大型車通行不可。